# ジコチューで行こう!
『ジコチューで行こう!』（ジコチューでいこう）は、日本の女性アイドルグループ乃木坂46の楽曲。2018年8月8日に乃木坂46の21作目のシングルとしてN46Div.から発売された。秋元康が作詞、ナスカが作曲した。楽曲のセンターポジションは齋藤飛鳥が務めた。

## 背景とリリース
DVD付属のType-A・B・C・D、CDのみの通常盤の5形態で発売。CDシングルの発売は前作「シンクロニシティ」以来、約3か月半ぶり。
2018年6月17日放送の『乃木坂工事中』（テレビ愛知）のエンディングにおいて発売が、7月2日放送の同番組で選抜メンバーおよびフォーメーションが、それぞれ発表された。7月8日に明治神宮野球場と秩父宮ラグビー場で同時開催された『6th YEAR BIRTHDAY LIVE』DAY3でタイトルが発表され、表題曲「ジコチューで行こう!」とアンダー曲「三角の空き地」が初披露された。7月12日に本作の収録内容が解禁され、7月14日に『音楽の日』（TBSテレビ）でテレビ初披露された。

## アートワーク
| Type-A | 西野七瀬・齋藤飛鳥・白石麻衣                                             |
| Type-B | 大園桃子・与田祐希・生田絵梨花                                           |
| Type-C | 堀未央奈・山下美月・岩本蓮加                                             |
| Type-D | 松村沙友理・衛藤美彩・梅澤美波・秋元真夏・桜井玲香                       |
| 通常盤 | 高山一実・斉藤優里・若月佑美・井上小百合・新内眞衣・鈴木絢音・星野みなみ |

本作のジャケット写真は「グラフィカルな夏のファッションフォト」をコンセプトに、7月初めに東京都内のスタジオで撮影された。スタジオには夏を連想させるアイスクリームやスイカ、プールなどの大型の美術セットが組まれ、終始笑いの絶えない明るい雰囲気の中で撮影が行われた。カメラマンは広告写真を中心に活躍する髙梨遼平が務めた。

## チャート成績
本作は2018年8月20日付オリコン週間シングルランキングで推定売上約98万9000枚を記録し、初登場1位を獲得した。シングル1位獲得作品数は20作連続通算20作目となり、通算1位獲得作品数、シングル連続1位獲得作品数でいずれも女性グループでは歴代単独2位となった。Billboard JAPAN Top Singles Salesでは初週推定売上105万2776枚を記録し、同じく週間1位を獲得している。

## ミュージック・ビデオ

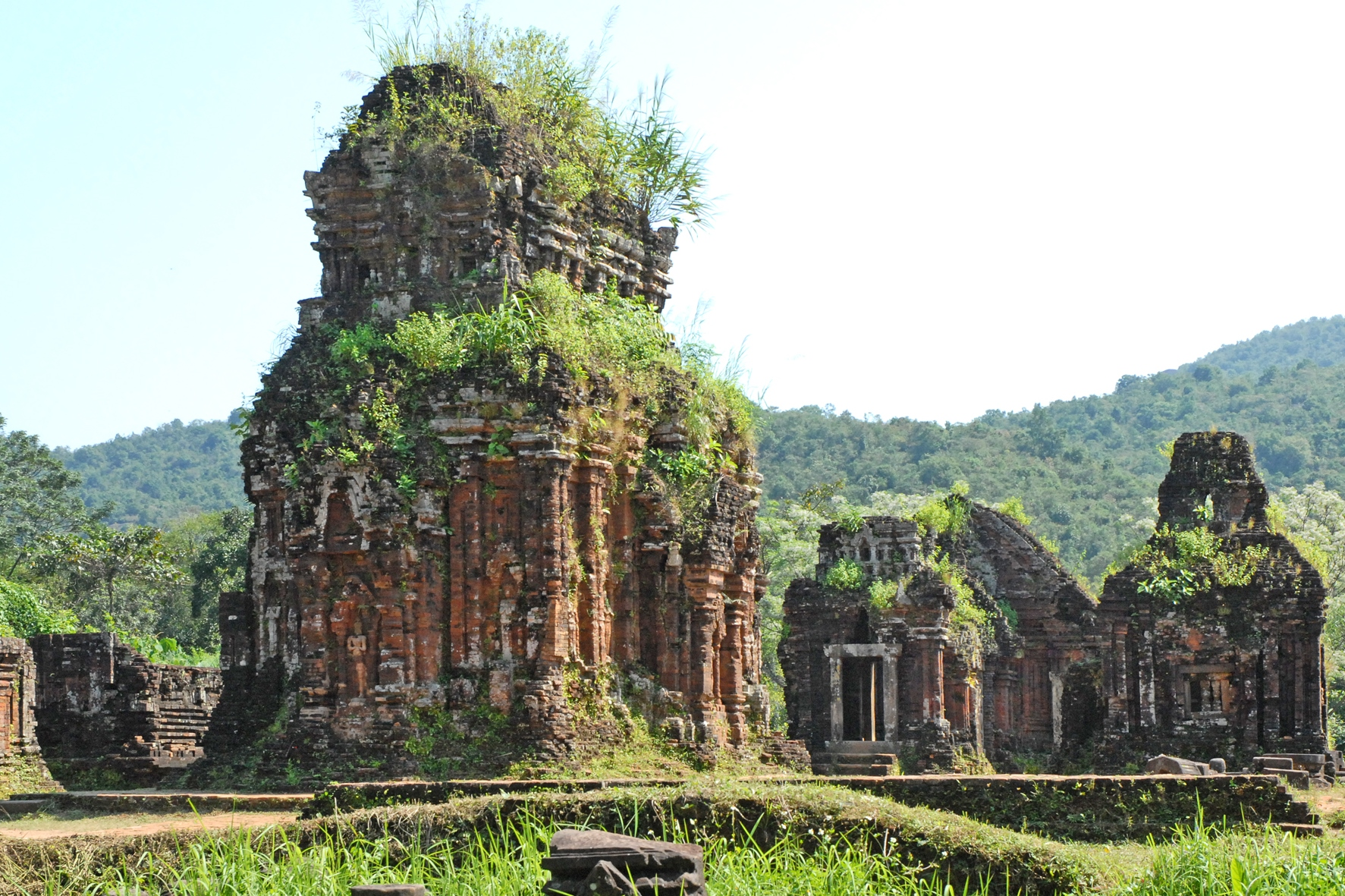
ミーソン遺跡（撮影地）

ジコチューで行こう!
監督：中村太洸、振付：Acchan（松岡篤志）
ベトナムのダナンを中心に撮影され、表題曲としては初めて海外で撮影されたミュージック・ビデオとなる。ベトナムは原付バイクの通行量が非常に多く、その影響が撮影にも支障をきたし「バイク待ち」と呼ばれる事態も起こった。またベトナム外務省全面協力のもと、世界遺産のミーソン遺跡でも撮影された。さらに、劇中の夜景に打ち上がる花火のシーンは、年に一度実際に行われる現地の花火大会の模様である。
空扉
監督：伊藤衆人
6月中旬に茨城県つくば市の宇宙航空研究開発機構・筑波宇宙センターとつくばエキスポセンターで撮影された。センターの梅澤美波を中心に、様々な事情を抱えた宇宙への憧れを持つ若者たちの日常を描いたストーリーとなっている。
三角の空き地
監督：月田茂、振付：CRE8BOY
6月下旬に神奈川県横浜市で撮影された。中田花奈が幼い頃引っ越してきた昭和の時代から続くダンスホールが閉店を迎え、その思い出の地で最後のダンスを踊るというストーリー。昭和のレトロ感をイメージし、ダンス衣装は全員異なるものを着用している。
心のモノローグ
監督：英勉
2017年にメンバーが多数出演した映画『あさひなぐ』の監督・脚本を手掛けた監督の英勉をはじめ、カメラマンなど『あさひなぐ』のスタッフが再集結して制作された。白石と西野がデッキブラシで戦うシーンは『あさひなぐ』を彷彿とさせるものとなっており、普段では起こりえない「2人の戦い」を楽しみながら臨んだ。普段は和気あいあいとした2人の姿を見て「逆に憎しみ合う2人だったら面白いかも」というアイデアから生まれた作品となった。
地球が丸いなら
監督：沖田修一
神奈川県鎌倉市で撮影された。修学旅行で東京へ来た高校生という設定の3人が、修学旅行を抜け出して行きたかった鎌倉へ行くというストーリーが描かれている。現場では食べるシーンが多いため、メンバーは撮影前日は食べることを控えていた。

## メディアでの使用
空扉
映画『劇場版 七つの大罪 天空の囚われ人』主題歌。
あんなに好きだったのに…
日本テレビ系『第38回全国高等学校クイズ選手権2018』応援ソング。

## シングル収録トラック

### Type-A
| #         | タイトル                               | 作詞      | 作曲                         | 編曲           | 時間  |
| --------- | -------------------------------------- | --------- | ---------------------------- | -------------- | ----- |
| 1.        | 「ジコチューで行こう!」                | 秋元康    | ナスカ                       | 野中“まさ”雄一 | 4:09  |
| 2.        | 「空扉」                               | 秋元康    | FURUTA/Dr.Lilcom             | Dr.Lilcom      | 4:16  |
| 3.        | 「三角の空き地」                       | 秋元康    | Hiroki Sagawa/Yasutaka.Ishio | Yasutaka.Ishio | 4:00  |
| 4.        | 「ジコチューで行こう! off vocal ver.」 |           | ナスカ                       | 野中“まさ”雄一 | 4:09  |
| 5.        | 「空扉 off vocal ver.」                |           | FURUTA/Dr.Lilcom             | Dr.Lilcom      | 4:16  |
| 6.        | 「三角の空き地 off vocal ver.」        |           | Hiroki Sagawa/Yasutaka.Ishio | Yasutaka.Ishio | 3:59  |
| 合計時間: | 合計時間:                              | 合計時間: | 合計時間:                    | 合計時間:      | 24:49 |

| #         | タイトル                                | 作詞      | 作曲・編曲 | 監督     | 時間 |
| --------- | --------------------------------------- | --------- | ---------- | -------- | ---- |
| 1.        | 「ジコチューで行こう! Music Video」     |           |            | 中村太洸 | 4:09 |
| 2.        | 「三角の空き地 Music Video」            |           |            | 月田茂   | 4:34 |
| 3.        | 「乃木坂仕事中 -表題曲MVのお仕事-」     |           |            |          | 5:33 |
| 4.        | 「乃木坂仕事中 -ナレーションのお仕事-」 |           |            |          | 4:45 |
| 5.        | 「乃木坂仕事中 -テレビ番組のお仕事-」   |           |            |          | 3:50 |
| 合計時間: | 合計時間:                               | 合計時間: | 22:51      |          |      |

### Type-B
| #         | タイトル                               | 作詞      | 作曲             | 編曲           | 時間  |
| --------- | -------------------------------------- | --------- | ---------------- | -------------- | ----- |
| 1.        | 「ジコチューで行こう!」                | 秋元康    | ナスカ           | 野中“まさ”雄一 | 4:09  |
| 2.        | 「空扉」                               | 秋元康    | FURUTA/Dr.Lilcom | Dr.Lilcom      | 4:16  |
| 3.        | 「自分じゃない感じ」                   | 秋元康    | ツキダタダシ     | ツキダタダシ   | 4:08  |
| 4.        | 「ジコチューで行こう! off vocal ver.」 |           | ナスカ           | 野中“まさ”雄一 | 4:09  |
| 5.        | 「空扉 off vocal ver.」                |           | FURUTA/Dr.Lilcom | Dr.Lilcom      | 4:16  |
| 6.        | 「自分じゃない感じ off vocal ver.」    |           | ツキダタダシ     | ツキダタダシ   | 4:07  |
| 合計時間: | 合計時間:                              | 合計時間: | 合計時間:        | 合計時間:      | 25:05 |

| #         | タイトル                                  | 作詞      | 作曲・編曲 | 監督     | 時間 |
| --------- | ----------------------------------------- | --------- | ---------- | -------- | ---- |
| 1.        | 「ジコチューで行こう! Music Video」       |           |            | 中村太洸 | 4:24 |
| 2.        | 「空扉 Music Video」                      |           |            | 伊藤衆人 | 5:42 |
| 3.        | 「乃木坂仕事中 -カップリングMVのお仕事-」 |           |            |          | 4:22 |
| 4.        | 「乃木坂仕事中 -舞台のお仕事-」           |           |            |          | 5:14 |
| 5.        | 「乃木坂仕事中 -グラビアのお仕事-」       |           |            |          | 3:50 |
| 合計時間: | 合計時間:                                 | 合計時間: | 23:32      |          |      |

### Type-C
| #         | タイトル                               | 作詞      | 作曲             | 編曲           | 時間  |
| --------- | -------------------------------------- | --------- | ---------------- | -------------- | ----- |
| 1.        | 「ジコチューで行こう!」                | 秋元康    | ナスカ           | 野中“まさ”雄一 | 4:09  |
| 2.        | 「空扉」                               | 秋元康    | FURUTA/Dr.Lilcom | Dr.Lilcom      | 4:16  |
| 3.        | 「心のモノローグ」                     | 秋元康    | シライシ紗トリ   | シライシ紗トリ | 3:59  |
| 4.        | 「ジコチューで行こう! off vocal ver.」 |           | ナスカ           | 野中“まさ”雄一 | 4:09  |
| 5.        | 「空扉 off vocal ver.」                |           | FURUTA/Dr.Lilcom | Dr.Lilcom      | 4:16  |
| 6.        | 「心のモノローグ off vocal ver.」      |           | シライシ紗トリ   | シライシ紗トリ | 3:58  |
| 合計時間: | 合計時間:                              | 合計時間: | 合計時間:        | 合計時間:      | 24:47 |

| #         | タイトル                            | 作詞      | 作曲・編曲 | 監督     | 時間 |
| --------- | ----------------------------------- | --------- | ---------- | -------- | ---- |
| 1.        | 「ジコチューで行こう! Music Video」 |           |            | 中村太洸 | 4:24 |
| 2.        | 「心のモノローグ Music Video」      |           |            | 英勉     | 4:08 |
| 3.        | 「乃木坂仕事中 -モデルのお仕事-」   |           |            |          | 4:52 |
| 4.        | 「乃木坂仕事中 -ラジオのお仕事-」   |           |            |          | 4:56 |
| 5.        | 「乃木坂仕事中 -イベントのお仕事-」 |           |            |          | 4:00 |
| 合計時間: | 合計時間:                           | 合計時間: | 22:20      |          |      |

### Type-D
| #         | タイトル                               | 作詞      | 作曲             | 編曲           | 時間  |
| --------- | -------------------------------------- | --------- | ---------------- | -------------- | ----- |
| 1.        | 「ジコチューで行こう!」                | 秋元康    | ナスカ           | 野中“まさ”雄一 | 4:09  |
| 2.        | 「空扉」                               | 秋元康    | FURUTA/Dr.Lilcom | Dr.Lilcom      | 4:16  |
| 3.        | 「地球が丸いなら」                     | 秋元康    | 山下孝之         | 山下孝之       | 4:26  |
| 4.        | 「ジコチューで行こう! off vocal ver.」 |           | ナスカ           | 野中“まさ”雄一 | 4:09  |
| 5.        | 「空扉 off vocal ver.」                |           | FURUTA/Dr.Lilcom | Dr.Lilcom      | 4:16  |
| 6.        | 「地球が丸いなら off vocal ver.」      |           | 山下孝之         | 山下孝之       | 4:25  |
| 合計時間: | 合計時間:                              | 合計時間: | 合計時間:        | 合計時間:      | 25:41 |

| #         | タイトル                            | 作詞      | 作曲・編曲 | 監督     | 時間 |
| --------- | ----------------------------------- | --------- | ---------- | -------- | ---- |
| 1.        | 「ジコチューで行こう! Music Video」 |           |            | 中村太洸 | 4:24 |
| 2.        | 「地球が丸いなら Music Video」      |           |            | 沖田修一 | 7:47 |
| 3.        | 「乃木坂仕事中 -記者会見のお仕事-」 |           |            |          | 6:21 |
| 4.        | 「乃木坂仕事中 -歌番組のお仕事-」   |           |            |          | 4:48 |
| 5.        | 「乃木坂仕事中 -CMのお仕事-」       |           |            |          | 5:53 |
| 合計時間: | 合計時間:                           | 合計時間: | 29:13      |          |      |

### 通常盤
| #         | タイトル                                   | 作詞      | 作曲             | 編曲           | 時間  |
| --------- | ------------------------------------------ | --------- | ---------------- | -------------- | ----- |
| 1.        | 「ジコチューで行こう!」                    | 秋元康    | ナスカ           | 野中“まさ”雄一 | 4:09  |
| 2.        | 「空扉」                                   | 秋元康    | FURUTA/Dr.Lilcom | Dr.Lilcom      | 4:16  |
| 3.        | 「あんなに好きだったのに…」                | 秋元康    | 木下めろん       | 木下めろん     | 4:45  |
| 4.        | 「ジコチューで行こう! off vocal ver.」     |           | ナスカ           | 野中“まさ”雄一 | 4:09  |
| 5.        | 「空扉 off vocal ver.」                    |           | FURUTA/Dr.Lilcom | Dr.Lilcom      | 4:16  |
| 6.        | 「あんなに好きだったのに… off vocal ver.」 |           | 木下めろん       | 木下めろん     | 4:44  |
| 合計時間: | 合計時間:                                  | 合計時間: | 合計時間:        | 合計時間:      | 26:19 |

## 歌唱メンバー

### ジコチューで行こう!
（センター：齋藤飛鳥）
- 3列目：高山一実、斉藤優里、若月佑美、鈴木絢音、星野みなみ、新内眞衣、井上小百合[5]
- 2列目：秋元真夏、衛藤美彩、大園桃子、梅澤美波、岩本蓮加、松村沙友理、桜井玲香[5]
- 1列目：生田絵梨花、与田祐希、西野七瀬、齋藤飛鳥、白石麻衣、堀未央奈、山下美月[5]

選抜メンバーは前作同様21人で、前作同様1列目と2列目を合わせた計14人が「十四福神」となっている。センターは齋藤飛鳥で、15thシングル「裸足でSummer」以来6作ぶりとなる単独センターを務める。2期生の鈴木絢音は加入から5年で初選抜、3期生の岩本蓮加、梅澤美波も初選抜と同時に初福神となった。斉藤優里は「いつかできるから今日できる」以来2作ぶりに選抜に復帰した。前作をもって卒業した生駒里奈と活動休止中の久保史緒里に加え、寺田蘭世、樋口日奈が選抜から外れた。

### 空扉
（センター：梅澤美波）
- 秋元真夏、生田絵梨花、井上小百合、岩本蓮加、梅澤美波、衛藤美彩、大園桃子、斉藤優里、白石麻衣、新内眞衣、鈴木絢音、高山一実、西野七瀬、星野みなみ、松村沙友理、山下美月、与田祐希

梅澤美波は初センターとなる。

### 三角の空き地
（センター：中田花奈）
- 伊藤かりん、伊藤純奈、伊藤理々杏、川後陽菜、北野日奈子、阪口珠美、佐々木琴子、佐藤楓、寺田蘭世、中田花奈、中村麗乃、能條愛未、樋口日奈、向井葉月、山崎怜奈、吉田綾乃クリスティー、渡辺みり愛、和田まあや[7]

アンダーメンバーによる楽曲。中田花奈は4thシングル「制服のマネキン」収録のアンダー楽曲「春のメロディー」以来約5年半ぶりのアンダーセンターを務める。

### 自分じゃない感じ
（センター：山下美月）
- 伊藤理々杏、岩本蓮加、梅澤美波、大園桃子、阪口珠美、佐藤楓、中村麗乃、向井葉月、山下美月、吉田綾乃クリスティー、与田祐希

21stの活動には不参加の久保を除く3期生の楽曲。

### 心のモノローグ
- 白石麻衣、西野七瀬

### 地球が丸いなら
- 大園桃子、齋藤飛鳥、与田祐希

### あんなに好きだったのに…
（センター：齋藤飛鳥）
- 秋元真夏、生田絵梨花、井上小百合、岩本蓮加、梅澤美波、衛藤美彩、大園桃子、齋藤飛鳥、斉藤優里、桜井玲香、白石麻衣、新内眞衣、鈴木絢音、高山一実、西野七瀬、星野みなみ、堀未央奈、松村沙友理、山下美月、与田祐希、若月佑美

歌唱メンバーは、表題曲の選抜メンバーと同じ。